# Тишкі-Вондолово
Тишкі-Вондолово (пол. Tyszki-Wądołowo) — село в Польщі, у гміні Кольно Кольненського повіту Підляського воєводства. Населення — 81 особа (2011).

## Історія
Вперше згадується у XV столітті.
У 1975—1998 роках село належало до Ломжинського воєводства.

## Демографія
Демографічна структура на 31 березня 2011 року:
|          | Загалом | Допрацездатний вік | Працездатний вік | Постпрацездатний вік |
| -------- | ------- | ------------------ | ---------------- | -------------------- |
| Чоловіки | 39      | 7                  | 25               | 7                    |
| Жінки    | 42      | 11                 | 23               | 8                    |
| Разом    | 81      | 18                 | 48               | 15                   |